# Yotoco
Yotoco là một khu tự quản thuộc tỉnh Valle del Cauca, Colombia. Thủ phủ của khu tự quản Yotoco đóng tại Yotoco Khu tự quản Yotoco có diện tích 321 ki lô mét vuông. Đến thời điểm ngày 28 tháng 5 năm 2005, khu tự quản Yotoco có dân số 13961 người.